# Judith Wegmann
Judith Wegmann (* 1975 in Biel) ist eine Schweizer Pianistin, die im Bereich der Neuen Musik und der Improvisationsmusik tätig ist.

## Leben und Wirken
Wegmann, die im Kanton Zug aufgewachsen ist, begann im Alter von sechs Jahren mit den Klavierstunden. Mit 16 Jahren nahm sie Unterricht an der Jazz-Schule Luzern und an der Swiss Jazz School, wo sie sich sechs Jahre lang intensiv mit Jazz und Improvisierter Musik beschäftigte. Sie absolvierte dann in Luzern und Neuchâtel ein klassisches Musikstudium bei Eva Serman und Sylviane Deferne, wo sie im Hauptfach mit der Abschlussnote «sehr gut» abschloss. Weitere Studien im klassischen Repertoire folgten bei Sébastien Risler, Tobias Schabenberger und Karl-Andreas Kolly. Auch besuchte sie Meisterklassen in der Schweiz, Frankreich und Österreich. 2014 absolvierte sie einen weiteren Masterstudiengang zur freien Improvisation an der Hochschule für Musik Basel bei Fred Frith und Alfred Zimmerlin.
Wegmann arbeitete einerseits als klassische Pianistin und Kammermusikerin; so spielte sie 2013 die Schweizer Premiere der Songs for a Mad King von Julius Eastman in der Kunsthalle Basel. Daneben war sie auch als Improvisationsmusikerin tätig. Ihre Konzertprogramme wurden sowohl in der Schweiz als auch im Ausland aufgeführt, etwa mit Alexandre Caldara «Bach, Schumann et l’ombre de Nico» (2006/2008) oder eine Performance-Reihe mit Claudia Bucher (2009/10). Mit dem New4Art-Ensemble war sie 2014/15 auf Tournee.
2017 veröffentlichte Wegmann ihr Solo-Album «le souffle du temps» beim Label HatHut Records, das gute Kritiken erhielt; als zweiter Teil folgte 2019 mit Werken von Daniel Andres, Cyrill Lim, Edu Haubensak und Hans Koch, die als Auftragskompositionen in Anlehnung an ihr erstes Album geschrieben wurden, und eigenen Improvisationen das Album «Réflexion». Ende 2019 nahm sie Morton Feldmans Solowerk «Triadic memories» auf, das 2020 veröffentlicht wurde; 2021 erschien, wiederum bei HatHut, das Feldman-Album «For John Cage», das sie mit dem Geiger Andreas Kunz einspielte. Mit der Pianistin Marlies Debacker und den beiden Schlagzeugern Lukas Briner und Nicolas Wolf entstand das Improvisationsalbum «Things in Between» (2021) und mit dem Elektroniker Bruno Duplant das Album «Univers Parallèles».
Seit 2015 ist Wegmann im Verein «Werkstatt für freie Improvisierte Musik» in Bern tätig, wo sie 2020 das Präsidium übernahm.

## Preise und Auszeichnungen
2011 und 2015 wurde Wegmann mit dem Förderpreis des Kantons Zug für ihr freies künstlerisches Schaffen anerkannt. Weiterhin erhielt sie verschiedene Werkbeiträge der Stadt Biel. 2021 wurde sie mit dem mit 50'000 Franken dotierten Zuger Werkjahr für ihr künstlerisches Schaffen ausgezeichnet.

## Diskographische Hinweise
- Judith Wegmann, Marlies Debacker, Lukas Briner, Nicolas Wolf: Things in Between (ezz-thetics, 2022)